# Закон про спекуляцію 1919
Закон Директорії Української Народної Республіки про спекуляцію 1919 — закон 26 січня 1919, яким Директорія УНР ухвалила власний закон про спекуляцію й скасувала гетьманський Закон Української Держави про карну відповідальність за перевищення граничних цін і за спекуляцію 1918.

Після вступу до Києва військ Директорії УНР Закон Української Держави про карну відповідальність за перевищення граничних цін і за спекуляцію 1918 почав застосовуватися з певними змінами: зокрема, всі справи про спекуляцію передавалися у відання надзвичайних військово-польових судів, а спекуляція за обтяжувальних обставин каралася розстрілом.
Згідно з законом Директорії УНР від 26 січня 1919 злочинами вважалися будь-які операції з товарами, сировиною, помешканнями, грошовими знаками, цінними паперами, документами, що спрямовувалися на підвищення цін з метою надмірної наживи. В разі, якщо така нажива не перевищувала 3 тис. карбованців, винного карали штрафом (від 3 тис. до 10 тис. крб.) та ув'язненням (від 6 місяців до 1 року 6 місяців). Коли ж нажива перевищувала суму 3 тис. крб., штраф сплачувався в розмірі від 10 тис. до 100 тис. крб., а перебування у в'язниці збільшувалося на строк від 1 року 4 місяців до 2 років. При повторенні злочину передбачувалося позбавлення волі на строк від 4 до 6 років. Якщо ж спекуляція визнавалася промислом, то для винного передбачувалося покарання у вигляді штрафу від 20 тис. до 200 тис. крб. і заслання на каторгу від 8 до 10 років. Усі ці санкції стосувалися осіб, які мали відповідне свідоцтво на здійснення торгових операцій; у разі відсутності відповідного свідоцтва покарання збільшувалося вдвічі.
Той, хто визнавався винним в укладанні угоди про продаж або постачання предметів і матеріалів чи в "перевідступленні" права за такою угодою, якщо при визначенні ціни він мав на меті не справжню передачу або приймання проданого чи належного до передачі товару, а тільки одержання різниці в ціні, а також той, хто був винним у тому, що, отримавши від державних установ або громадських організацій товари для продажу споживачам за цінами, встановленими державними відомствами й оголошеними до загального відома, продавав їх за цінами, що перевищували встановлені, карався штрафом від 10 тис. до 100 тис. крб. та ув'язненням на строк від 1 року 4 місяців до 2 років, а в разі повторення злочину розмір штрафу і строк позбавлення волі збільшувалися вдвічі-втричі.
У всіх зазначених випадках товари або матеріали, що виявилися об'єктом злочинної дії, підлягали конфіскації на користь державної скарбниці, вирок публікувався коштом засудженого в кількох газетах; суд міг ще й винести постанову про заборону винному займатися торгівлею на строк до 3 років. Міністр внутрішніх справ отримував право додати до судового вироку заборону засудженому перебувати в окремих місцевостях України.
Справи про спекуляцію з наживою до 3 тис. крб. розглядалися мировими судами, всі інші – загальними судовими установами поза чергою, слідство проводилося в терміновому порядку, строки розслідування зменшувалися вдвічі. Склад злочину, визначений судом і присяжними засідателями, касаційній перевірці не підлягав. Функції колишнього поліційного дізнання могли виконуватися комісією для боротьби зі спекуляцією при МВС. Вона ж могла виступати в ролі цивільного позивача. Викривачам спекулянтів виплачувалася винагорода в розмірі 1 % штрафу та від суми конфіскованого.